# Clistoabdominalis roralis
Clistoabdominalis roralis är en tvåvingeart som först beskrevs av Kertesz 1915.  Clistoabdominalis roralis ingår i släktet Clistoabdominalis och familjen ögonflugor. Inga underarter finns listade i Catalogue of Life.